# Moritz III. (Oldenburg-Delmenhorst)
Moritz III. von Oldenburg (urkundlich erwähnt 1428; † 9. August 1464) aus dem gleichnamigen Herrscherhaus – selten auch als Moritz IV. von Oldenburg bezeichnet – bemühte sich um die Beteiligung an der Herrschaft über Oldenburg und war von 1463 bis 1464 kurze Zeit Landesherr von Delmenhorst.

## Leben
Moritz von Oldenburg-Delmenhorst war der zweite Sohn des Grafen Dietrich von Oldenburg-Delmenhorst und seiner zweiten Ehefrau Heilwig von Holstein (* ca. 1398/1400; † 1436), der Tochter von Graf Gerhard VI. von Holstein-Rendsburg.
Er war für den geistlichen Stand bestimmt und erhielt seine Ausbildung dazu an den Universitäten in Rostock, Leipzig und Erfurt. Schon früh wurde er mit Pfründen der Bistümer in Köln, Magdeburg, Hildesheim, Bremen, Lübeck ausgestattet und ab 1456 als Domherr dieser Bistümer geführt. Noch 1447 Universitätsrektor in Erfurt, wechselte er ab 1450 allmählich in eine weltlich-adlige Lebensweise über und resignierte schließlich seine Pfründe entsprechend. 1457 leistete er seinem älteren Bruder Christian (1426–1481), dem (seit 1448) dänischen König, Hilfe beim Kampf um die schwedische Königswürde. Er heiratete am 22. Februar 1458 Katharina, Gräfin von Hoya, die Tochter Ottos V. von Hoya, die ihm die Besitzung Harpstedt einbrachte. Aus der Ehe gingen der Sohn Jakob von Oldenburg-Delmenhorst (1463–1484) sowie zwei Töchter hervor.
Um sich dazu standesgemäß versorgen zu können, bemühte sich Moritz um Teilhabe an der oldenburgischen Landesherrschaft, was ihn in Konflikt mit seinem jüngeren Bruder Gerd (dem Mutigen, 1430/1431–1500) brachte. Zunächst konnten sich die Brüder im März 1460, nach dem Tod ihres ausgleichend um sie als seine Erben bemühten kinderlosen Onkels mütterlicherseits Adolf VIII., Graf von Holstein, Herzog von Schleswig, noch einigen und verzichteten auf alle Erbansprüche auf Adolfs Territorien gegen eine Zahlung von je 40.000 Rheinischen Gulden zugunsten ihres Bruders, des dänischen Königs Christian. Danach trat der Konflikt über die oldenburgische Landesherrschaft aber offen zutage. Moritz distanzierte sich von den expansiven Bestrebungen Gerds im östlichen Frieslande und festigte die Beziehungen zu Bremen, das von Gerd immer wieder durch Übergriffe gegen Kaufleute provoziert wurde. Erzbischof Gerhard III. von Bremen, der wie Moritz’ Frau aus dem Hoyaer Grafenhaus stammte, verbündete sich schließlich mit Moritz und mit den durch die Expansionspolitik Gerds bedrohten ostfriesischen Häuptlingen. Gerd verbündete sich wiederum mit dem Bischof Johann von Münster, dem Grafen von Tecklenburg und dem Herzog Wilhelm von Braunschweig-Lüneburg. Im Juli 1462 kam es zum Krieg im unteren Weser-Ems-Raum. Gerd und seine Verbündeten konnten zwar auf der Borsteler Heide bei Siedenburg am 27. August 1462 einen Sieg erringen, die Oldenburgischen Stände setzten jedoch die Herrschaftsteilung trotzdem gegen Gerd durch. Die von ihnen vorgeschlagene Teilung wurde schließlich zur Grundlage eines im Mai 1463 geschlossenen Friedens. Gerd wählte Oldenburg, Moritz erhielt Delmenhorst als Herrschaftszentrum. Bereits im Sommer brach der Krieg erneut aus und dauerte noch an, als Moritz plötzlich, am 9. August 1464, an der Pest starb. Gerd konnte daraufhin Delmenhorst, als Vormund von Moritz’ Sohn Jakob, wieder übernehmen.